# Плітка паннонська

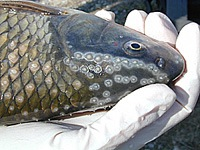
Голова плітки панонської

Плітка паннонська (Ratilus virgo) — вид риб роду плітка (Rutilus). Прісноводний вид, сягає 40 см довжиною.
Занесена до Червоної книги України.

## Ареал
Зустрічається в басейні Дунаю вверх від Залізних Воріт, дуже чисельний у басейні Сави. В Україні зустрічається на Закарпатті.

## Таксономія
Довгий час вважався підвидом Rutilus pigus, описувався як Rutilus pigus virgo. У значенні sensu lato, тобто у широкому сенсі, за видом Rutilus pigus закріпилася назва плітка дунайська, в той час, як у басейні Дунаю у вузькому сенсі він відсутній. Сам вид Rutilus pigus sensu stricto поширений у північній частині басейну Адріатики.